# Nanamonodes
Nanamonodes é um gênero de traça pertencente à família Arctiidae.